# 谢尔盖·塔博里茨基
谢尔盖·弗拉基米罗维奇·塔博里茨基（俄语：Сергей Владимирович Таборицкий；1897年8月12日—1980年10月16日），俄罗斯极端民族主义者和君主主义者，《光明》杂志编辑。1936年至1945年，他在位於德国的俄罗斯难民局擔任代表。1942年，塔博里茨基加入纳粹党，并直接与盖世太保合作。

## 生平

### 早年
谢尔盖·塔博里茨基和他的弟弟尼古拉是受洗的犹太裁缝和时装店老板安娜·弗拉基米罗夫娜（1889年受洗前名为哈内·武莉福夫内·列维丝）和她的同居者谢尔盖·亚历山大罗维奇·扎佩瓦洛夫（二者于1901年分手）的私生子。两兄弟都是作为东正教基督徒长大的。塔博里茨基的教父是弗拉基米尔·卡尔洛维奇·萨布列尔，后来担任高级检察官。兄弟俩的姓氏源自安娜·弗拉基罗夫娜的第一任丈夫，沃尔夫·艾兹科维奇·塔博里茨基，一名来自奧什米亞內的犹太商人。他在1887年就已离开俄罗斯，此时兄弟俩尚未出生。根据資料，他们被认为是沃尔夫·塔博里茨基的孩子，因为他们母亲的第一段婚姻直到1899年才结束。1902年，他们的母亲成为一位二等商人；1910年，她嫁给了一个叫马拉桑诺夫的贵族，采用了他的姓氏，并于1914年3月在法国去世。1915年，安娜去世后，谢尔盖和尼古拉以他们的宗教和君主主义情绪根据，试图向彼得格勒教区管理机构提出请求，要求承认他们是“俄罗斯东正教人士”的子女，以摆脱“该隐之印”，但未获成功。
1915年秋，塔博里茨基毕业于古列维奇的实科学校。后来有记录称，塔博里茨基曾在1914—1915年间，作为高加索本土骑兵师的成员，在米哈伊尔·亚历山德罗维奇大公的指挥下参加了第一次世界大战的战斗并负伤，但这些说法并不可靠。关于他在1915—1919年间活动的确切记录尚未找到。根据一些资料，他曾担任国家杜马议员格奥尔基·米哈伊洛维奇·杰留金派驻前线的特别授权代表的助手。
二月革命后，他在乌克兰，之後去了德国。在基辅的佩特利乌尔监狱，他结识了自称沙别利斯基-博尔克的君主主义者彼得·尼基福罗维奇·波波夫，之后在流亡生活中他们一直保持密切往来。 

### 移居国外
起初，塔博里茨基住在柏林，然后搬去梅克伦堡，并于1922年1月至3月住在慕尼黑。他是在刊登其诗作的《Заря（曙光）》杂志和《号召》（俄语：Призыв）报任职，从事编辑工作。在刺杀帕维尔·米留科夫事件发生前，他曾在印刷厂做排字工。据称，出于意识形态原因，他拒绝接受布尔什维克的印刷订单。他与沙别利斯基-博尔克一同参与了德国的早期纳粹运动，并积极传播黑色百人团式的反犹主义思想。
1921年，塔博里茨基在柏林的一条街道上偶然遇到前国家杜马议员亚历山大·伊万诺维奇·古契科夫，随即持伞袭击并殴打了他，因此被关进当地监狱数日。

### 暗杀米留可夫未遂
塔博里茨基与沙贝尔斯基-博克一起参与了刺杀帕维尔·米留可夫的行动筹备。他们为此从慕尼黑驱车前往柏林。在米留科夫的一场演讲中，沙别利斯基首先开枪。当弗拉基米爾·德米特里耶維奇·納博科夫冲向沙别利斯基，击打他握有左轮手枪的手臂时，塔博里茨基在近距离向纳博科夫开了三枪，其中一枪击中心脏，致使他当场死亡。事后，塔博里茨基走向衣帽间，取回自己的衣物准备离开，却被一名女子认出并大喊：“这就是凶手！”随后他被人群制服并当场逮捕。此次刺杀事件除纳博科夫当场身亡外，混乱的枪击还造成包括立宪民主党（米留科夫派）柏林分部主席列·叶·埃利亚舍夫、《方向报》编辑奥古斯特·伊萨科维奇·卡明卡在内的9人受伤。
对沙贝尔斯基·博克和塔博里茨基的医学检查表明，两人都长期吸食毒品，在暗杀当天服用了大剂量的毒品。
1922年7月3日至7日，柏林刑事法院在莫阿比特对针对米留科夫的刺杀企图进行了审判。法院判处塔博里茨基14年苦役监禁，罪名是参与刺杀以及蓄意对纳博科夫造成致命重伤。然而，到了1927年春季，他便因大赦而获释。

### 在纳粹德国的活动
自1936年5月起，塔博里茨基在纳粹当局于德国设立的“俄罗斯难民事务信托处”（德語：Vertrauensstelle für russische Flüchtlinge in Deutschland）中担任将军瓦西里·维克托罗维奇·厄斯库普斯基的副手。
塔博里茨基的职责包括管理俄罗斯侨民的档案系统，以及对他们的政治动向进行监控。苏德战争爆发后，他负责在俄侨中为德军征募翻译人员。他的活动与盖世太保关系密切，并参与为其招募线人。格拉布·拉尔如此描绘塔博里茨基：“干瘦、瘦高、鹰钩鼻，有些枯槁的类型，不是那种神采奕奕的人，而是干枯的人。”
1937年，塔博里茨基与伊丽莎白·冯·克诺勒结婚。后者是著名天文学家卡尔·弗雷德里希·克诺勒的孙女，自1913年起便是纳粹党员。在多次提交申请（包括向戈培尔本人）并遭到拒绝后，他终于在1938年获得德国国籍，并于1942年加入纳粹党（其党籍追溯为1940年申请之日生效）。他隐瞒了母亲的犹太血统，谎称其具有德国血统，还虚构了一位名叫“弗拉基米尔·瓦西里耶维奇·塔博里茨基”的父亲，称其是拥有俄国贵族身份的人。为了彰显贵族出身，他在德语中使用带有“冯”的贵族姓氏形式“冯·塔博里茨基”。他声称自己刺杀“犹太民主领袖”和“德国之敌”米留科夫的行为，是他为新祖国所立下的功绩。他还强调，自己是最早在德国传播《锡安长老会纪要》的人之一，并以被犹太人和“左翼分子”迫害为荣。
1939年，塔博里茨基创建了“俄罗斯青年国家组织”。该组织由党卫军直接控制，性质类似于德国的希特勒青年团，并由塔博里茨基亲自领导和管理。
1939年，塔博里茨基的弟弟尼古拉也从原先居住的巴黎迁至柏林。在德国，他在一个专门监听外国广播的情报机构工作。1941年，尼古拉也申请加入德国国籍，计划前往苏德战场担任翻译，但其申请遭到拒绝，未获批准。

### 战后
在战争的最后几天，塔博里茨基逃出了柏林，之后定居在林堡。此后，他仍偶尔在巴西出版的君主主义杂志《弗拉基米尔通讯》上发表文章。
1980年10月16日，塔博里茨基於西德黑森蘭河畔林堡去世，時年83歲。

## 文化上
在自传《说吧，记忆》中，弗拉基米尔·纳博科夫称杀害其父亲的凶手为“一个阴暗的恶棍，在第二次世界大战期间被希特勒任命为主管俄罗斯侨民事务的人”。